# Waldbahn Mamurogawa
| Waldbahn Mamurogawa                                | Waldbahn Mamurogawa |
| -------------------------------------------------- | ------------------- |
| Kato-Lokomotive mit Zusatztank Waldbahn Mamurogawa |                     |
| Streckenverlauf um 1939 auf einer Karte von 2022   |                     |
| Streckenlänge:                                     | ca. 30 km           |
| Spurweite:                                         | 762 mm (Schmalspur) |
|                                                    |                     |

Die Waldbahn Mamurogawa (真室川森林鉄道) war eine etwa 30 Kilometer lange schmalspurige Waldbahn bei Mamurogawa in Japan, die abschnittsweise von 1935 bis 1965 betrieben wurde.

## Streckenverlauf
Die etwa 30 km lange Hauptstrecke mit einer Spurweite von 762 mm begann am Bahnhof Kamabuchi und führte ins Takasata-Tal, wo sich seit 1967 ein Stausee befindet, in dem die ehemalige Trasse versank. Von ihr zweigten mehrere Stichstrecken ab, die zu unterschiedlichen Zeiten angelegt und betrieben wurden. Die gesamte Strecke befand sich im Gebiet der heutigen Stadt Mamurogawa in der Präfektur Yamagata.
Die Hauptstrecke überquerte die Passhöhe des Gebirges vom Startpunkt bis zum Streckenmittelpunkt bei Oike (大池) dreimal jeweils in einem Tunnel. Daher führte die Strecke, anders als die meisten Waldbahnen, sowohl bergauf als auch bergab, was in beiden Richtungen den Einsatz von Lokomotiven erforderte.

## Betrieb
Die Waldbahn wurde von der Mamurogawa Forestry Station betrieben, die zum Akita Forestry Bureau gehört.
Im Mamurogawa Town Museum of History and Folklore ist auf einer 1 km langen Museumseisenbahnstrecke eine Kato-Lokomotive für den Touristenverkehr in fahrbereitem Zustand erhalten, die ursprünglich wohl auf einer anderen Strecke des Akita Forestry Bureau betrieben wurde.